# Григорян, Гегам Миронович
Гегам Миронович (Мигранович) Григорян (арм. Գեղամ Միհրանի Գրիգորյան; 29 января 1951, Ереван — 23 марта 2016, там же) — советский и армянский оперный певец (тенор). Народный артист Армянской ССР (1985).

## Биография

### Начало сценической карьеры
Окончил Ереванскую государственную консерваторию имени Комитаса (класс С. Данеляна). Стажировался в миланском театре «Ла Скала» (1978—1979).
Впервые выступив на большой сцене в 1971 году, он уже на следующий год отправился с сольными концертами в Западный Берлин.
Являлся солистом Государственного академического театра оперы и балета Литовской ССР (1980—1986). Выступал в операх «Евгений Онегин», «Дон Карлос», «Борис Годунов», «Травиата», «Мадам Баттерфляй», «Риголетто» и ряда других. Преподавал в Литовской государственной консерватории (1980—1986).
В 1975—1978 годах — солист Ереванского государственного театра оперы и балета имени А. Спендиарова. Дебютировал партией Эдгара из оперы Доницетти «Лючия ди Ламмермур». С 1988 года — вновь солист театра. Выступал как камерный певец.
В 1984 году несколько раз, несмотря на запрет Министерства культуры СССР, выступил в спектакле «Борис Годунов», поставленным Юрием Любимовым. Однако под давлением властей был вынужден отказаться от участии в постановке. После распространения в британских СМИ информации о том, что он якобы просил о политическом убежище на несколько лет стал «невыездным» артистом.

### Международное признание
С 1990 года начался новый этап его карьеры, связанный с выступлениями на ведущих зарубежных сценах. В 1990 году в амстердамском «Консертгебау» вместе с Маргарет Прайс он исполнил главные партии в операх «Лукреция Борджиа», «Богема», «Адриана Лекуврёр». В 1993 году дебютировал в Королевском театре Ковент-Гарден в партии Ленского в опере П. Чайковского «Евгений Онегин», в 1995 году там же заменил Лучано Паваротти в опере Верди «Бал-Маскарад». В том же году в Метрополитен-опера  исполнил партию Германна в «Пиковой Даме» Чайковского.
Работал в Большом театре и Ленинградском академическом театре оперы и балета имени С. М. Кирова, выступал на таких прославленных сценах, как:
- Ковент-Гарден («Мазепа», «Евгений Онегин»),
- Опера Монпелье,
- Метрополитен-опера («Пиковая дама», «Аида», «Война и мир», «Князь Игорь», «Сельская честь», «Тоска»),
- Ла Скала («Мадам Баттерфляй», «Сила судьбы», «Борис Годунов», «Хованщина», «Пиковая дама», «Война и мир»),
- Римский оперный театр («Норма», «Аида» и другие),
- Берлинский драматический театр («Князь Игорь»),
- Опера Монте-Карло,
- Театр «Ла Фениче»,
- Театр Колон («Федора», «Паяцы», «Плащ»).

В Ла Скала дебютировал в роли Пинкертона («Мадам Баттерфляй» Пуччини). После этого выступления он подписал контракт со знаменитым миланским театром на исполнение партий из опер «Борис Годунов» и «Тоска». В период стажировки был приглашен в Париж, чтобы сыграть главную роль в опере «Опричник» Чайковского (31 октября 1979 года).
За свою карьеру исполнил практически все сложные партии, написанные для тенора (208 раз выходил в роли Герцога Мантуанского в опере Верди «Риголетто» и 70 — в роли Радамес в опере Верди «Аида»).
Выступал с ведущими мастерами мировой оперной сцены. Был участником и членом жюри многих престижных театральных и оперных фестивалей.

### Художественный руководитель
В 1999 году по приглашению президента Армении Роберта Кочаряна становится художественным руководителем Армянского академического театра оперы и балета имени А. Спендиарова. На этом посту оставался до 2008 года. В эти годы были осуществлен ряд постановок на музыку зарубежных и армянских композиторов. В качестве режиссёра руководил постановкой «Травиаты» Дж. Верди, «Ануш» А. Тиграняна, «Аршак II» Т. Чухаджяна. В 2005 году художественный состав театра принял участие в съемках фильма-оперы «Норма» В. Беллини (режиссёр Борис Айрапетян).
В 2015 году по просьбе президента Сержа Саргсяна и труппы вернулся в Национальный академический театр оперы и балета имени А. Спендиаряна в качестве художественного руководителя.
Похоронен в Пантеоне имени Комитаса.

## Семья
- Первая супруга — Ирена Милкевичуте, певица  (p. 1947).
  - Дочь — оперная певица Асмик Григорян (р. 1981).
- Вторая cупруга — Валерия Образцова - Григорян, балеринa. Сыновья: Вартан Григорян и Тигран Григорян

## Театральные работы
- Альфред — «Травиата», Дж. Верди,
- Герцог — «Риголетто», Дж. Верди,
- Альмавива — « Севильский цирюльник», Дж. Россини,
- Пинкертон — «Мадам Баттерфляй», Дж. Пуччини,
- Фауст — «Фауст», Ш. Гуно,
- Ленский — «Евгений Онегин», П. Чайковский,
- Саро — «Ануш» А. Тигранян,
- Саят-Нова — «Саят-Нова» А. Арутюнян.

## Фильмография
- «Пиковая Дама» (Мариинский театр),
- «Война и мир» (производство Мариинского театра и Ковент-Гарден, режиссёр Грэм Вик),
- «Война и мир» (постановка Мариинского театра, Метрополитен-опера и Ла Скала, режиссёр А. Кончаловский),
- «Садко»
- «Сила судьбы»
- «Алмаст» (1985, «Арменфильм»),
- «Аршак II» (1988, «Арменфильм»),
- «Норма» (2005, постановка Национального академического театра оперы и балета А. Спендиаряна при поддержке Союза кинематографистов России, режиссёр Борис Айрапетян, Россия).

## Записи
По заказу Philips Classics Records певец был записан в следующих операх:
- «Война и мир» С. Прокофьева,
- «Пиковая дама» П. Чайковского,
- «Иоланта» П. Чайковского,
- «Князь Игорь» А. Бородина,
- «Садко» Н. Римского-Корсакова,
- «Сила судьбы» Дж. Верди.

## Награды и звания
- Заслуженный артист Литовской ССР (1982).
- Народный артист Армянской ССР (1985).
- Лауреат конкурса имени Спендиарова (1970).
- Лауреат IV Закавказского конкурса музыкантов-исполнителей (1972).
- Лауреат Всесоюзного конкурса имени Глинки (1975).
- Лауреат Международного конкурса имени П. И. Чайковского (2-я премия, 1982).
- Медаль Мовсеса Хоренаци (2006).
- Медаль «За заслуги перед Отечеством» 1 степени (30 марта 2011) — за значительный вклад в развитие армянской культуры, выдающиеся достижения в области оперного пения[1].
- Золотая медаль Министерства культуры Республики Армения (2006).
- Орден Армянской апостольской церкви «Святые Саак и Месроп» (2006).